# Gran Premio Industria & Artigianato
Der Gran Premio Industria & Artigianato ist ein Straßenradrennen, das seit 1967 mit Start und Ziel in Larciano ausgetragen wird.
Das Eintagesrennen hieß bis 1976 Circuito di Larciano. Im Jahr 2005 wurde das Rennen Teil der UCI Europe Tour, zunächst in UCI-Kategorie 1.1 und seit 2017 in der hors categorie. Seit 2020 ist es Teil der UCI ProSeries.

## Sieger
| Jahr | Sieger                      | Zweiter                  | Dritter                    |          |
| ---- | --------------------------- | ------------------------ | -------------------------- | -------- |
| 1967 | Michele Dancelli            | Franco Bitossi           | Vittorio Adorni            |          |
| 1968 | Vittorio Adorni             | Franco Bitossi           | Gianni Motta               |          |
| 1969 | Franco Bitossi              | Gianni Motta             | Felice Gimondi             |          |
| 1970 | Franco Bitossi              | Mauro Simonetti          | Jean-Pierre Monseré        |          |
| 1971 | Felice Gimondi              | Franco Bitossi           | Rik Van Linden             |          |
| 1973 | Franco Bitossi              | Eddy Merckx              | Felice Gimondi             |          |
| 1974 | Giacinto Santambrogio       | Franco Bitossi           | Ole Ritter                 |          |
| 1975 | Roger De Vlaeminck          | Francesco Moser          | Felice Gimondi             |          |
| 1976 | Felice Gimondi              | Walter Riccomi           | Mauro Vannucchi            |          |
| 1977 | Giancarlo Tartoni           | Gabriele Mugnaini        | Attilio Rota               |          |
| 1978 | Francesco Moser             | Alfio Vandi              | Vittorio Algeri            |          |
| 1979 | Vittorio Algeri             | Francesco Moser          | Pierino Gavazzi            |          |
| 1980 | Giuseppe Saronni            | Pierino Gavazzi          | Bruno Leali                |          |
| 1981 | Pierino Gavazzi             | Gianbattista Baronchelli | Alfio Vandi                |          |
| 1982 | Gianbattista Baronchelli    | Pierino Gavazzi          | Silvano Contini            |          |
| 1983 | Fabrizio Verza              | Sergio Santimaria        | Jesper Worre               |          |
| 1984 | Marco Franceschini          | Giuseppe Passuello       | Emanuele Bombini           |          |
| 1985 | Pierino Gavazzi             | Jesper Worre             | Sergio Scremin             |          |
| 1986 | Giovanni Bottoia            | Marco Franceschini       | Dag Erik Pedersen          |          |
| 1987 | Marino Amadori              | Stefano Colage           | Gianni Bugno               |          |
| 1988 | Massimo Ghirotto            | Stefano Colage           | Gianbattista Baronchelli   |          |
| 1989 | Edward Salas                | Gianbattista Baronchelli | Maurizio Fondriest         |          |
| 1990 | Dmitri Konyschew            | Massimo Ghirotto         | Leonardo Sierra            |          |
| 1991 | Gianni Faresin              | Stefano Cortinovis       | Giuseppe Petito            |          |
| 1992 | Gianni Faresin              | Stefano Colage           | Daniel Steiger             |          |
| 1993 | Marco Saligari              | Pēteris Ugrjumovs        | Maurizio Molinari          |          |
| 1994 | Francesco Casagrande        | Bjarne Riis              | Andrea Ferrigato           |          |
| 1995 | Andrea Ferrigato            | Angelo Canzonieri        | Luca Gelfi                 |          |
| 1996 | Michele Bartoli             | Francesco Casagrande     | Claudio Chiappucci         |          |
| 1997 | Gianni Faresin              | Francesco Casagrande     | Valentino Fois             |          |
| 1998 | Romāns Vainšteins           | Mario Manzoni            | Luca Mazzanti              |          |
| 1999 | Massimo Podenzana           | Danilo Di Luca           | Luca Scinto                |          |
| 2000 | Danilo Di Luca              | Sergio Barbero           | Nicola Miceli              |          |
| 2001 | Davide Rebellin             | Francesco Casagrande     | Danilo Di Luca             |          |
| 2002 | Stefano Garzelli            | Giuliano Figueras        | Francesco Casagrande       |          |
| 2003 | Juan Manuel Fuentes Angullo | Gabriele Colombo         | Fabiano Fontanelli         |          |
| 2004 | Damiano Cunego              | Igor Astarloa            | Ruggero Borghi             |          |
| 2005 | Luca Mazzanti               | Ruggero Marzoli          | Fredy González             |          |
| 2006 | Damiano Cunego              | Daniele Pietropolli      | Franco Pellizotti          |          |
| 2007 | Vincenzo Nibali             | Franco Pellizotti        | Mychajlo Chalilow          |          |
| 2008 | Eddy Ratti                  | Francesco Ginanni        | Luis Felipe Laverde        |          |
| 2009 | Daniele Callegarin          | Gabriele Bosisio         | Jackson Rodríguez          |          |
| 2010 | Daniele Ratto               | Miguel Ángel Rubiano     | Franco Pellizotti          |          |
| 2011 | Ángel Vicioso               | Giovanni Visconti        | Mauro Finetto              |          |
| 2012 | Filippo Pozzato             | Fabio Taborre            | Kristijan Đurasek          |          |
| 2013 | Mauro Santambrogio          | Patrik Sinkewitz         | Oscar Gatto                |          |
| 2014 | Adam Yates                  | Davide Formolo           | Francesco Manuel Bongiorno |          |
| 2016 | Simon Clarke                | Andrea Fedi              | Giovanni Visconti          |          |
| 2017 | Adam Yates                  | Richard Carapaz          | Rigoberto Urán             |          |
| 2018 | Matej Mohorič               | Marco Canola             | Davide Ballerini           |          |
| 2019 | Maximilian Schachmann       | Mattia Cattaneo          | Andrea Vendrame            |          |
| 2020 | abgesagt                    | abgesagt                 | abgesagt                   | abgesagt |
| 2021 | Mauri Vansevenant           | Bauke Mollema            | Mikel Landa                |          |
| 2022 | Diego Ulissi                | Alessandro Fedeli        | Xandro Meurisse            |          |
| 2023 | Ben Healy                   | Amanuel Ghebreigzabhier  | Mark Stewart               |          |
| 2024 | Marc Hirschi                | Thomas Silva             | Diego Ulissi               |          |